# CNPC-AktobeMunaiGas
CNPC-AktobeMunaiGas (russisch СНПС - Актобемунайгаз und chinesisch CNPC—阿克纠宾油气股份公司) ist ein Mineralölunternehmen aus Kasachstan mit Sitz in Aqtöbe. 
Es wurde 1997 von der China National Petroleum Corporation gegründet, die zunächst 60,28 Prozent der Anteile besaß. Später im Mai 2003 erwarb die CNPC weitere 25,12 Prozent von AktobeMunaiGas. Die Ölproduktion von CNPC-AktobeMunaiGas lag bei circa sechs Millionen Tonnen Erdöl im Jahr 2009.